# Warren G. Harding
Warren Gamaliel Harding (1865. november 2. – 1923. augusztus 2.) az Amerikai Egyesült Államok 29. elnöke 1921. március 4-től haláláig. Életében Harding volt az egyik legnépszerűbb amerikai elnök, ám halála óta nevéhez fűződő több botrány került nyilvánosságra és tépázta meg történelmi megítélését, és ma az egyik legrosszabb amerikai elnökként tartják számon.
Harding szinte egész életét Ohióban töltötte. Karrierje a The Marion Star kisvárosi napilap megvásárlásával kezdett felemelkedni, amelyből Harding sikeres újságot csinált. 1899-ben megválasztották Ohio szenátusába, négy évvel később pedig kormányzóhelyettesnek. 1910-ben elvesztette az ohiói kormányzói választásokat, de 1914-ben bekerült az amerikai szenátusba. Az 1920-as elnökválasztás során Harding a Republikánus Párt színeiben indult, ám a jelöltállító gyűlésig nem tartották esélyes jelöltnek. A legesélyesebbnek tartott Leonard Wood tábornok nem tudta azonban megszerezni a konvenció delegáltjainak támogatását. Harding támogatása fokozatosan nőtt a delegáltak körében, akik a tizedik szavazás során végül Hardingot választották pártjuk elnökjelöltjének. A novemberi választáson toronymagas győzelmet aratott a demokrata James M. Cox és a szocialista Eugene V. Debs fölött. Megválasztásakor Harding lett az első hivatalban lévő szenátor, aki elnök lett.

## Élete

### Ifjúkora
Ohio államban született, szülei családi farmján, amely a Corsica nevet viselte. Apja, George Tryon Harding orvos volt. Anyját Phoebe Elizabeth Dickersonnak hívták. Őseit tekintve angolok, skótok, írek és hollandok leszármazottja volt. Egy állítólagos afrikai ős miatt, gyerekkorában „niggernek” csúfolták, ami egész életére kihatással volt. Barátságos és szívélyes emberként ismerték, ám sokak szerint ezen tulajdonságaival súlyos hibáit, gyengeségét és belső bizonytalanságát palástolta.
Az Ohio állambeli Central College-ban fejezte be tanulmányait, majd számos sikertelen munka (tanítás, jogi pálya) után újságíró lett. 1884-ben saját újságot vásárolt két barátjával. A Star című napilapot harminc éven át vezette. Már itt megmutatkozott gyengesége. A harminc év alatt egyetlenegy alkalmazottat sem bocsátott el szerkesztőségéből.

### Családja
1891-ben házasodott meg. Felesége egy vezető bankár lánya,  Florence Mabel King lett, akit több nővel is megcsalt. Egyikük Carrie Phillips a család közös barátjának a felesége (levelezésüket dokumentálták is), a másik egy nála harmincegy évvel fiatalabb nő Nan Britton volt. Utóbbi egy Elzabeth Ann Blaesing nevű lánynak adott életet 1919-ben, és 1927-ben írott könyvében Hardingot nevezte meg apaként. Az apaságnak némileg ellentmondott, hogy Hardingnak sem feleségétől, sem korábbi szeretőjétől nem született gyermeke, és feltételezték nemzésképtelenségét. 2015-ben a Harding család leszármazottai megkeresték Britton unokáját, James Blaesinget, és DNS tesztet csináltattak. Az eredmények kimutatták, hogy Harding unokaöccsének lánya és fia Blaesing unokatestvérei, és bebizonyosodott, hogy Elizabeth valóban Harding vér szerinti gyereke volt. Ezen kívül Harding mostohaapja volt felesége előző házasságában született fiának, Marshall Eugene DeWolfe-nak.

### Politikai pályafutása
1915-ben szülőállama (Ohio) szenátora lett, amely hivatalt 1921-ig töltötte be. Ebben a minősítésben nem tűnt túlzottan ki. Szónokként gyengének mutatkozott, bár állítólag ő nevezte el az alkotmány létrehozóit (köztük Washingtont) alapító atyáknak.
Amikor 1920-ban a Republikánus pártban , a politikai ellentétek miatt, egyik nevesebb jelölt sem tudta megszerezni a szükséges szavazati arányt, segítője, Daugherty támogatókat gyűjtve a chicagói Blackstone Hotelben megszavaztatta jelöltnek Hardingot. Ekkor hirdette meg a párt, az amerikanizmus jelszavát, melyet Boies Penrose pennsylvaniai szenátor az alábbiak szerint jellemzett:  „Átkozott legyek, ha tudom mi ez, de remekül lehet majd szavazatokat szerezni a választásokon.”
Az elnökválasztások történetében Hardingot az eddigi legmagasabb aránnyal választották meg elnökké. A szavazatok 61%-át (16 143 407 népi és 404 elektori) kapta. Legfőbb ellenfele, a demokrata párti James Cox 35%-ot (9 130 328 népi, 127 elektori) ért el. Két kisebb riválisa, az akkor éppen börtönben lévő Eugene V. Debs (szocialista) és a farmer-munkáspárti Parley Christensen elenyésző eredményt ért el.
Harding kabinetje a következő tagokból állt:
- Alelnök: Calvin Coolidge
- Külügyminiszter: Charles Evans Hughes
- Pénzügyminiszter: Andrew Mellon
- Hadügyminiszter: John Weeks
- Főügyész: Harry Daugherty
- Postamester: Will Hays (1921-22), Hubert Work (1922-23), Harry New (1923)
- Haditengerészeti miniszter: Edwin Denby
- Mezőgazdasági miniszter: Henry Wallace
- Kereskedelmi miniszter: Herbert Hoover

Kormányzatának legfontosabb külpolitikai sikereként a washingtoni konferenciát szokták említeni. A két évig (1921-22) tartó folyamat végén az Egyesült Államok, Nagy-Britannia, Franciaország, Japán és Olaszország aláírt egy tíz évre szóló megállapodást, amelyben korlátozták a haditengerészet fejlesztését. Szintén ezen a konferencián jött létre egy négyhatalmi (amerikai-brit-francia-japán), majd egy kilenchatalmi (az előzőek kiegészülve Belgiummal, Hollandiával, Portugáliával és Kínával) paktum, amelyben a következő tíz évre biztosították a Csendes-óceán békéjét.
Belpolitikájában az 1921-ben létrehozott Költségvetési Hivatallal ért el számottevő hatékonyságot. Ez működésének első évében másfél millió dollárt takarított meg. Továbbá személyesen intézett olyan dolgokat, mint az 1922-es évben megnyitott mezőgazdasági konferencia; a sztrájkoló szénbányászok szakszervezete és a munkaadók közötti tárgyalások. Ilyen téren kiemelkedő sikert a vasúti munkások sztrájkjánál ért el, ahol előbb a kongresszushoz fordult támogatásért, majd az igazságügyi minisztérium bevonásával sikerült a békés kiegyezést kieszközölnie. Elnökként Harding emelt szót elsőként délen a faji megkülönböztetés ellen. Az alabamai Birminghamban az alábbiakat fejtette ki:

| „ | Szeretném megélni azt az időt, amikor a fekete emberek teljes egészében részesednek az amerikai állampolgárság előnyeiből és kötelezettségeiből! | ” |
|   | |   |

Kormányzásának kudarcai közé sorolják, hogy például törvénybe akart iktatni egy lincselési törvényt, amellyel azonban a kongresszus és a szenátorok nem foglalkoztak. Szerencsétlen lépéssel megvétózta a volt katonáknak szánt rendkívüli osztalék törvényét. Ezzel szemben támogatta a szükség vámtörvényt, majd a Fordney-McCumber-féle vámtörvényt. Utóbbi soha nem látott mértékben növelte meg a kereskedelmi vámokat.
Kabinetjének rosszul megválasztott, korrupt tagjai Harry M. Daugherty főügyész, Albert B. Fall belügyminiszter nagyban hozzájárultak elnökségi kudarcaihoz. Utóbbi arról lett nevezetes, hogy az amerikai kabinet első olyan tagja volt aki korrupció miatt börtönbe került. Ennek oka az volt, hogy átadta magánvállalkozók részére az Elk Hillsen és a wyomingi Teapot Dome-ban felhalmozott, a haditengerészet részére szánt üzemanyagkészleteket, amelyekért hatalmas összegeket kapott. Daugherty – aki segítette Hardingot elfoglalni az elnöki széket – pedig vesztegetési pénzeket fogadott el. Irányában, 1923-ban Kongresszusban javaslatot tettek vád alá helyezésre. Ebben az évben Daugherty titkára Jesse Smith főbe lőtte magát. Hasonlóképpen cselekedett Charles Cramer a Veteránok Hivatalának főtanácsosa, akinek helyére Harding ugyancsak rosszul választotta meg azt Charles Forbest, aki magánszemélyek számára eladta a veteránok számára felhalmozott orvosi eszközöket és gyógyszereket.

### Halála
Mivel a kongresszus nem támogatta elképzelését, hogy Amerika csatlakozzon a Népszövetség nemzetközi törvényszékéhez, előadóútra indult a társadalom támogatásának megszerzése céljából, azonban már akkor is szívpanaszoktól és emésztési zavaroktól szenvedett és az utazás annyira kimerítette, hogy San Francisco Palace Hoteljében váratlanul meghalt. Mint később kiderült: halálos agyvérzés érte. Halálának okát sokan kétségbe vonták. Egyesek öngyilkosságot, mások idegenkezűséget (a felesége mérgezte meg) feltételeztek. Mindkettő változat hátterében az állt, hogy az elnök elkerülje a vád alá helyezést a kormányzati korrupció miatt. Ezen feltevésekre azonban nem találtak alátámasztó bizonyítékot. Helyét alelnöke, Calvin Coolidge foglalta el.

## Elődök és utódok
| Elődje: Woodrow Wilson | Az Amerikai Egyesült Államok elnöke 1921. március 4. – 1923. augusztus 2. | Utódja: Calvin Coolidge |